# 皮尔斯 (比利时)
皮尔斯（荷蘭語：Puurs，荷蘭語發音：[pyːrs]）是比利时弗拉芒大區安特衛普省的一个城镇和旧市镇。皮尔斯原为一独立市镇，2019年1月1日，皮尔斯与市镇圣阿曼兹合并为新市镇皮尔斯-圣阿曼兹。

## 历史
在铁器时代该地就已有人类居住迹象。
10世纪时皮尔斯属于亚琛的一个修道院，1278年被卖给斯海尔德河畔的一座修道院，此后直至18世纪末其一直属于该修道院。
1977年，市镇布伦东克、利泽勒和赖斯布鲁克并入皮尔斯。2019年1月1日，皮尔斯与市镇圣阿曼兹合并为新市镇皮尔斯-圣阿曼兹，1977年合并前的各市镇成为了皮尔斯-圣阿曼兹的片区。

## 地理
皮尔斯海拔高度约为5米，其地势非常平缓，只有很小的高度差异。1977-2018年的皮尔斯市镇面积33.41平方千米。
皮尔斯以农业为主，仅仅在北部沿16高速公路有少许工业地带。但是由于它离安特卫普和布鲁塞尔很近（两者均在25千米内），加上交通非常方便，因此它逐渐发展为一座居住城镇。

## 文化

### 圣伯多禄教堂
对于一座乡村小城来说皮尔斯的圣伯多禄教堂相当宏伟，因此有时被称为当地的“大教堂”。它是15世纪建造的，保留了罗曼式的建筑风格。巴洛克式的钟楼是17世纪添加的，古典式的中部是1744年完成的。

### 芦笋
皮尔斯地区出产的芦笋非常可口和著名，被称为“白金”，每年夏初举办芦笋节庆祝。

### 啤酒
皮尔斯有一座很著名的啤酒厂。

### 遗存铁路
从登德尔蒙德到皮尔斯的铁路是一条博物馆铁路。铁路边的维修道路今天是自行车路。

### 纳粹集中营
皮尔斯有过一座纳粹集中营，它依然保持着第二次世界大战时的状态。今天它可以被参观。